# Akçalı (Yüksekova)
Akçalı (kurd. Kertinis oder Kertênîs) ist ein Dorf im Landkreis Yüksekova in der türkischen Provinz Hakkâri. Akçalı liegt auf 1910 m über dem Meeresspiegel, ca. 15 km nordwestlich von Yüksekova.
Im Jahre 2009 lebten in Akçalı 543 Menschen in 75 Haushalten.
Akçalı verfügt über eine Grundschule. Der Name Kertinis ist auch im Grundbuch verzeichnet. In der Umgebung des Dorfes kommt es zu Auseinandersetzungen zwischen Sicherheitskräften und der PKK. Auch werden Militärfahrzeuge von ferngezündeten Sprengsätzen der Untergrundorganisation zerstört.